# Томас Харис (психиатър)
Вижте пояснителната страница за други личности с името Томас Харис.
Томас Антъни Харис (на английски: Thomas Anthony Harris) е северноамерикански психиатър и автор.
Става известен с ръководството си за самопомощ „Аз съм добър, ти си добър“ (1969). Книгата бързо става бестселър, а заглавието се превръща в популярна фраза през 1970-те години.

## Кариера
Харис получава бакалавърската си научна степен през 1938 г. от медицинското училище на Арканзаския университет. Обучава се по психиатрия в болницата Света Елизабет в Вашингтон. Доста години е психиатър към американската флота, като става ръководител на психиатричното крило и напуска служба през 1954 г. като командир. След това преподава в Арканзаския университет, а после работи като старши бюрократ по душевното здраве. Практикува психиатрия в Сакраменто.
Д-р Харис е дългогодишен приятел и сътрудник на Ерик Бърн, основателя на трансакционния анализ. Приятелството им започва, когато двамата мъже са сред малкото психиатри в американската армия. Харис също е основател на Семинарите по трансакционен анализ на Ерик Бърн в Сан Франциско, който се състои седмично за над десетилетие и развива централните концепции на трансакционния анализ. Преподаващ член на Международната асоциация по трансакционен анализ, Харис е ранен поддръжник на груповата терапия и трансакционния анализ за сметка на психоаналитичната практика, която получава при Хари Стек Съливан.

## Книги
- Аз съм добър, ти си добър, Наука и изкуство, София, 1991.